# 21 Pułk Piechoty (austro-węgierski)

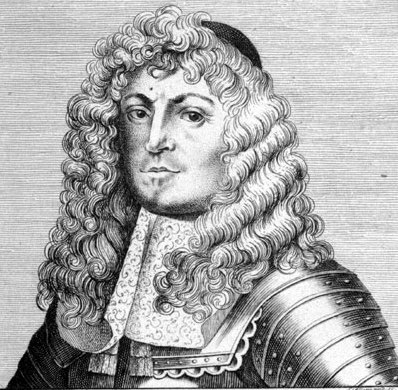
Patron pułku FM Otto Ferdinand von Abensperg und Traun

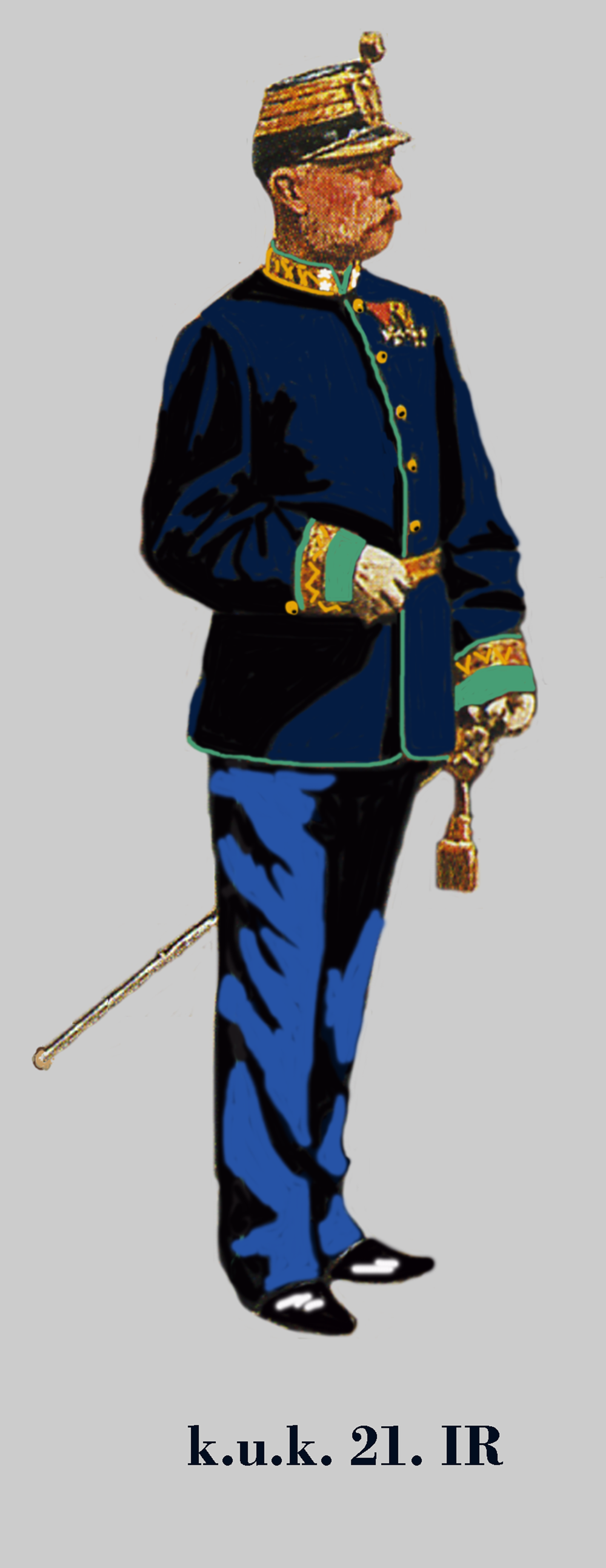
Podpułkownik IR. 21 w mundurze paradnym

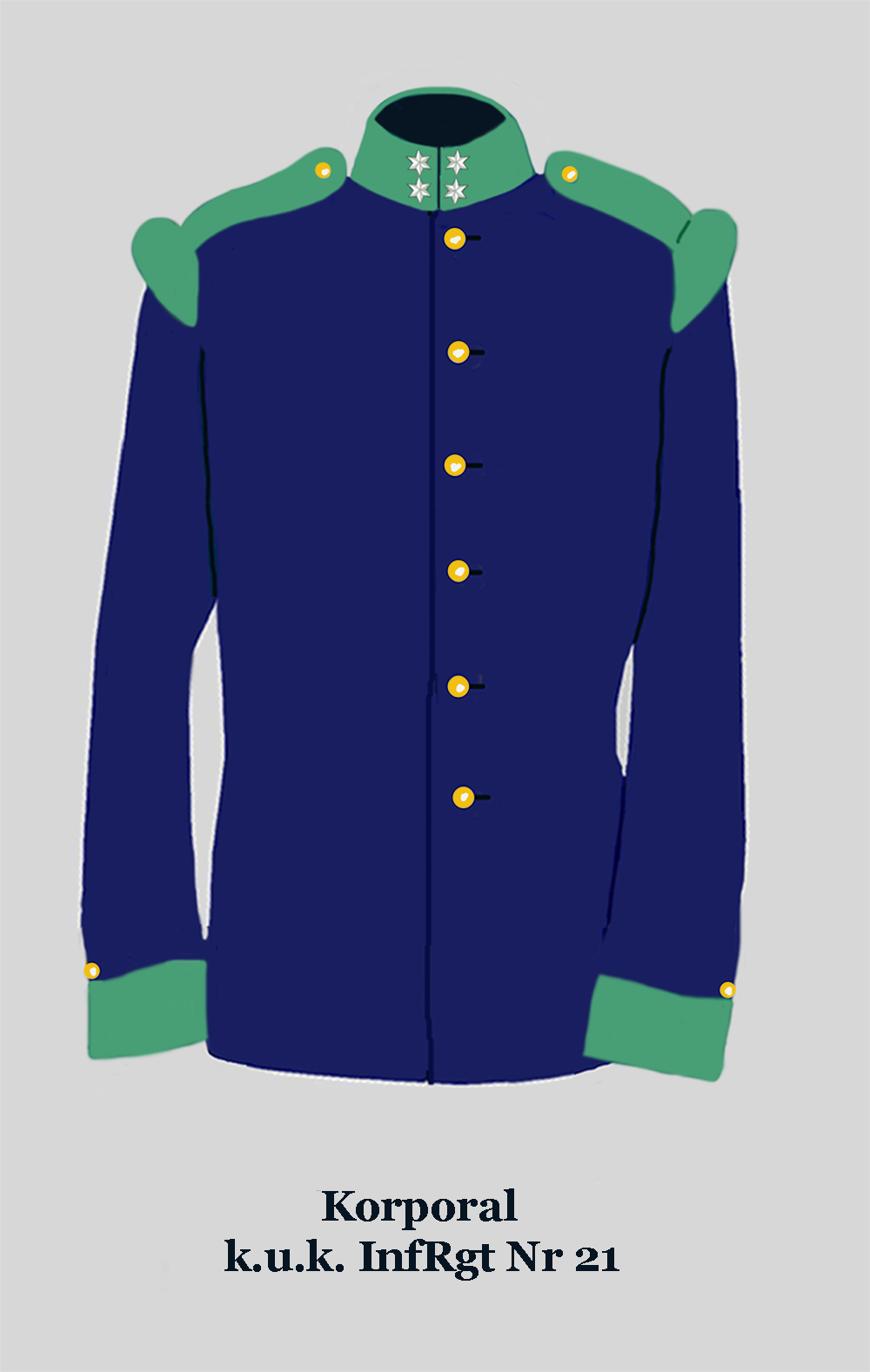
Kurtka mynduru kaprala IR. 21

Czeski Pułk Piechoty Nr 21 (IR. 21) – pułk piechoty cesarskiej i królewskiej Armii.

## Historia pułku
W 1733 roku został utworzony Pułk Grafa Franza Colmenero. 
Okręg uzupełnień nr 21 Čáslav (niem. Časlau) na terytorium 9 Korpusu.
W 1888 roku pułk otrzymał „na wieczne czasy” imię marszałka polnego Otto Ferdinanda von Abensperg und Traun.
Pułk obchodził swoje święto 22 maja w rocznicę bitwy pod Aspern stoczonej w 1809 roku.
Kolory pułkowe: ciemnoczerwony (dunkelrot), guziki srebrne. Skład narodowościowy w 1914 roku 87% – Czesi.
W 1873 roku sztab pułku stacjonował w Wiedniu, komenda uzupełnień oraz batalion zapasowy w Časlau.
W 1889 roku sztab pułku razem 1. i 3. batalionem stacjonował w Časlau, 2. batalion w Kutnej Horze (niem. Kuttenberg), a 3. batalion był detaszowany do Crkvic na terytorium podporządkowanym Komendzie Wojskowej Zara. Pułk (bez 4. batalionu) wchodził w skład 20 Brygady Piechoty należącej do 10 Dywizji Piechoty, natomiast 4. batalion wchodził w skład 94 Brygady Piechoty w Kotorze.
W 1890 roku sztab pułku razem z 2. i 3. batalionem został przeniesiony do Kutnej Hory, 4. batalion do Hercegu Novi (wł. Castelnuovo), natomiast 1. batalion pozostał w Časlau. Podporządkowanie pułku i detaszowanego batalionu nie uległo zmianie.
W 1903 roku sztab pułku razem z 3. i 4. batalionem stacjonował w Kutnej Horze, 1. batalion w Sarajewie, a 2. batalion w Časlau.
W latach 1904–1907 komenda pułku razem z 1. i 3. batalionem stacjonowała w Kutnej Horze, 2. batalion w Časlau, a 4. batalion w Sarajewie.
W latach 1908–1909 komenda pułku razem z 1. i 3. batalionem stacjonowała w Kutnej Horze, 2. batalion w Časlau, a 4. batalion w Trebinju.
W latach 1912–1914 komenda pułku razem z 3. i 4. batalionem stacjonowała w Kutnej Horze, II batalion w Časlau, I batalion w Brczko (chor. Brčko) w Bośni i Hercegowinie.
W 1914 roku pułk (bez 1. batalionu) wchodził w skład 20 Brygady Piechoty należącej do 10 Dywizji Piechoty, natomiast 1. batalion wchodził w skład 11 Brygady Górskiej 48 Dywizji Piechoty.
W czasie I wojny światowej pułk walczył z Rosjanami w 1914 i 1915 roku w Galicji. Żołnierze pułku są pochowani m.in. na cmentarzach wojennych nr: 138 w Bogoniowicach, 139 w Tursku-Łosiach, 60 w Magurze, 61 w Gładyszowie, 167 w Ryglicach oraz 224 w Brzostku.

## Szefowie pułku
Kolejnymi szefami pułku byli:
- GFWM(inne języki) Franz Ludwig de Colmenero (1733 – †19 IX 1734[6]),
- FML Felix zu Schwarzenberg (1849 – †5 IV 1852[7]),
- FML Christian Neu-Leiningen-Westerburg (1852 – †1 X 1856[8]),
- FZM Sigmund von Reischach(inne języki) (1857 – †13 XI 1878[9]),
- FZM Friedrich von Mondel (1878 – †18 XII 1886[10]),
- GdI Zeno Welser von Welsersheimb(inne języki) (od 1887)[1].

## Komendanci pułku
- płk Norbert von Catty (1873)
- płk Alexander Kirchhammer (1889–1890)
- płk Johann Hrabar (1903–1904)
- płk Karl von Rebracha (1906–1909)
- płk Heinrich Teisinger (1910–1914[1])
- płk Franz Pokorny (1914)